# Werner Schulz
Werner Schulz (Swakopmund, 8 aprile 1917 – 17 settembre 1967) è stato un calciatore tedesco, di ruolo centrocampista.

## Biografia
Schulz è nato a Swakopmund in Namibia.

## Carriera

### Nazionale
Ha collezionato 4 presenze con la propria Nazionale.